# Opisthoxia molpadia
Opisthoxia molpadia är en fjärilsart som beskrevs av Druce 1892. Opisthoxia molpadia ingår i släktet Opisthoxia och familjen mätare. Inga underarter finns listade i Catalogue of Life.